# KENTO
KENTO (DJ KENT)（ケント、ディージェイ・ケント、1982年11月4日 - ）は出身地である大阪市住之江区をはじめ日本全国から、ヨーロッパ、アジアなど世界20カ国以上で活動しているDJ、トラックメイカー、音楽プロデューサー、イベントオーガナイザー。大阪府大阪市出身。所属事務所は自身達が設立したAxcell Entertainment。身長186cm、体重75kg、血液型B型。

## 概要
従来、日本人DJには困難と認識されていた世界各地を渡り歩いてきた稀有なタイプのDJである（これまでの渡航国は、アメリカ、スペイン、フランス、イタリア、オランダ、ドイツ、ベルギー、チェコ、トルコ、エジプト、イスラエル、アラブ首長国連邦、インド、タイ、カンボジア、ベトナム、マレーシア、インドネシア、フィリピン、マカオ、香港、中国、韓国、台湾）。
以前は「DJ KENT」として活動していたが、2014年頃からDJ兼プロデューサーとして「KENTO」名義で自身のオリジナル楽曲を発表するようになり、それ以降は各媒体に「KENTO」もしくは「KENTO a.k.a. DJ KENT」と表記されることが多くなった。自身のTwitterやInstagramのアカウント名も前述のように変更された。過去にKent+Fantadiscoというプロデューサー名義でも一時期活動していた。全世界のDJに最新音楽を配給しているデジタルレコードプールDJCITYの日本支社「DJCITY.JP」の公式認定DJ。自身がプロデューサー兼DJとして所属するAXCELL Entertainmentで大阪を中心に年間400本を超えるクラブイベントを企画、運営している。

## 略歴
- 1999年
  - 大阪府大阪市のアメリカ村近辺のナイトクラブを拠点にDJ活動を開始。
- 2009年
  - 本年から2012年までの間、rhythm zone所属「twenty4-7」のLIVE DJを担当。
- 2010年
  - 親交の深いDJ仲間達とイベント・レーベル事務所「Axcell Entertainment」を設立。
- 2013年
  - 6月、初のヨーロッパツアー（ドイツ、ベルギー、スペイン、イビサ島）を敢行。

- 2014年
  - 1月、2度目となるヨーロッパツアー（ドイツ、ベルギー、イタリア、トルコ）を敢行。
  - 1月、Zepp Nambaで開催されたダンス・ミュージックフェスティバル「エレクトロックス」の大阪公演にSteve Aoki、Steve Angello、Red Foo（LMFAO）らと共に出演。
  - 4月から5月にかけて、アジアツアー（香港、タイ、カンボジア）を敢行。
  - 5月、神戸で開催、約1万人を動員したダンス・ミュージック・フェスティバル「Music Circus」メインステージにSteve Aoki、Showtek、Deorro、Cedric Gervaisら.と共に出演。
  - 8月、SUMMER SONIC大阪・Midnight SonicにNervo、DJ Snake、中田ヤスタカらと共に出演。
- 2015年
  - 5月、大阪にて開催された「エレクトロックス」に出演。
  - 9月
    - 3度目となるヨーロッパツアー（ドイツ、ベルギー）を敢行。
    - 自身初となるイスラエルでの公演を成功させた。

  - 10月、大阪にて開催された「Music Circus」のメインステージに出演。
- 2016年
  - 2月、名古屋にて開催された「Music Circus RED」のメインステージに出演。
  - 5月・10月、大阪にて開催された「Music Circus」のメインステージに出演。
- 2017年
  - 4月、自身初となるアラブ首長国連邦公演をさせた。
  - 7月、4度目となるヨーロッパツアー（フランス、パリ）を敢行。
  - 8月、自身初となるロサンゼルス公演をさせた。
  - 8月、大阪にて開催された「Music Circus」のメインステージに出演。
- 2018年
  - 7月、5度目となるヨーロッパツアー（スペイン、オランダ、フランス）を敢行。またDJ業界で最も権威あるマガジンDJMAGが選出する世界クラブランキング4位に選ばれたスペイン、イビサ島のクラブ「Hï Ibiza」にアジア人として初めて出演した。
- 2019年
  - 4月、自身初となる中国ツアーを行った。

## ディスコグラフィー

### MIX CD
- Bring It Ooon
  - DJ KENT名義、2012年8月15日、Manhattan Recordings、LEXCD12015
- Color of the EDM Party Music
  - DJ KENT名義、2012年12月21日、Manhattan Recordings、LEXCD13002

### MIX CD (配信)
- A Night Out EDM Party Music （DJ KENT名義、2013年1月2日、iTunes）

### シングル
- Turn Up The Bass (Original Mix) / Another Note & Kent+Fantadisco
  - Kent+Fantadisco名義（2013年12月9日、iTunes、Beatport）
- Do You Wanna Give Bass (Original Mix) / Another Note & Kent+Fantadisco
  - Kent+Fantadisco名義（2013年12月9日、iTunes、Beatport）
- All Area (Original Mix) / Another Note & Kent+Fantadisco
  - Kent+Fantadisco名義（2013年12月9日、iTunes、Beatport）
- Hey (Original Mix)
  - Kento （2014年3月31日、iTunes、Beatport）
- Javelin (Original Mix)
  - Kento （2014年3月31日、iTunes、Beatport）
- Mars (Original Mix) 
  - Kento （2014年3月31日、iTunes、Beatport）
- Gravity (Original Mix)
  - Kento （2014年6月23日、iTunes、Beatport）
- Ginga (Original Mix)
  - Kento （2015年5月25日、iTunes、Beatport）
- SWAG NIGHT meets KENTO (OSAKA Edit)
  - iamSHUM & TORA （2017年4月12日、iTunes、Beatport）
- Answer Feat. Future Boyz (Kento Remix)
  - tAisuke & OHC （2017年11月8日、iTunes、Beatport）
- Got The Funk (Original Mix)
  - Kento（2018年7月23日、iTunes、Beatport）
- My Mind (Original Mix) / Kento
  - （2018年8月14日、iTunes、Beatport）
- Whatcha Gonna Do (Original Mix)
  - Kento（2018年10月16日、iTunes、Beatport）
- Impulse (Original Mix)
  - Kento（2019年3月28日、iTunes、Beatport）
- I've Got Mine (Original Mix)
  - Kento（2019年5月10日、iTunes、Beatport）

## テレビ
- バキバキ☆ビート!Ⅱ（サンテレビ）2016年6月1日

## ラジオ
- TOKYO SCENE presents CLUB STYLE TUESDAY feat PARTY NAKED
  - 毎月第3火曜日26:00-27:00、InterFM

## 逸話
- 学生時代はサッカー部に所属。
- 現在はたむらけんじ主宰のフットサルチーム「TAMBA大阪」のメンバー。